# ناحیه بن مهیدی
ناحیه بن مهیدی (به عربی: دائرة بن مهیدی) یک ناحیه در الجزایر است که در استان الطارف واقع شده‌است.